# Cò ke gợn sóng
Cò ke gợn sóng hay còn gọi cò ke dợn (danh pháp khoa học: Grewia sinuata) là một loài thực vật có hoa trong họ Cẩm quỳ. Loài này được Wall. ex Mast. mô tả khoa học đầu tiên năm 1874.